# GAZ-S1
Der GAZ-S1 (russisch ГАЗ-С1), ab 1940 als GAZ-410 (russisch ГАЗ-410) bezeichnet, ist ein Lastkraftwagen des sowjetischen Fahrzeugherstellers Gorkowski Awtomobilny Sawod. Er wurde 1933 bis 1950 in Serie hergestellt und ist die Kipperversion des GAZ-AA. Ab dem Zeitpunkt der Umbenennung erhielt auch dieses Fahrzeug parallel zum Nachfolger des GAZ-AA, dem GAZ-MM, einen stärkeren Motor.

## Modellgeschichte

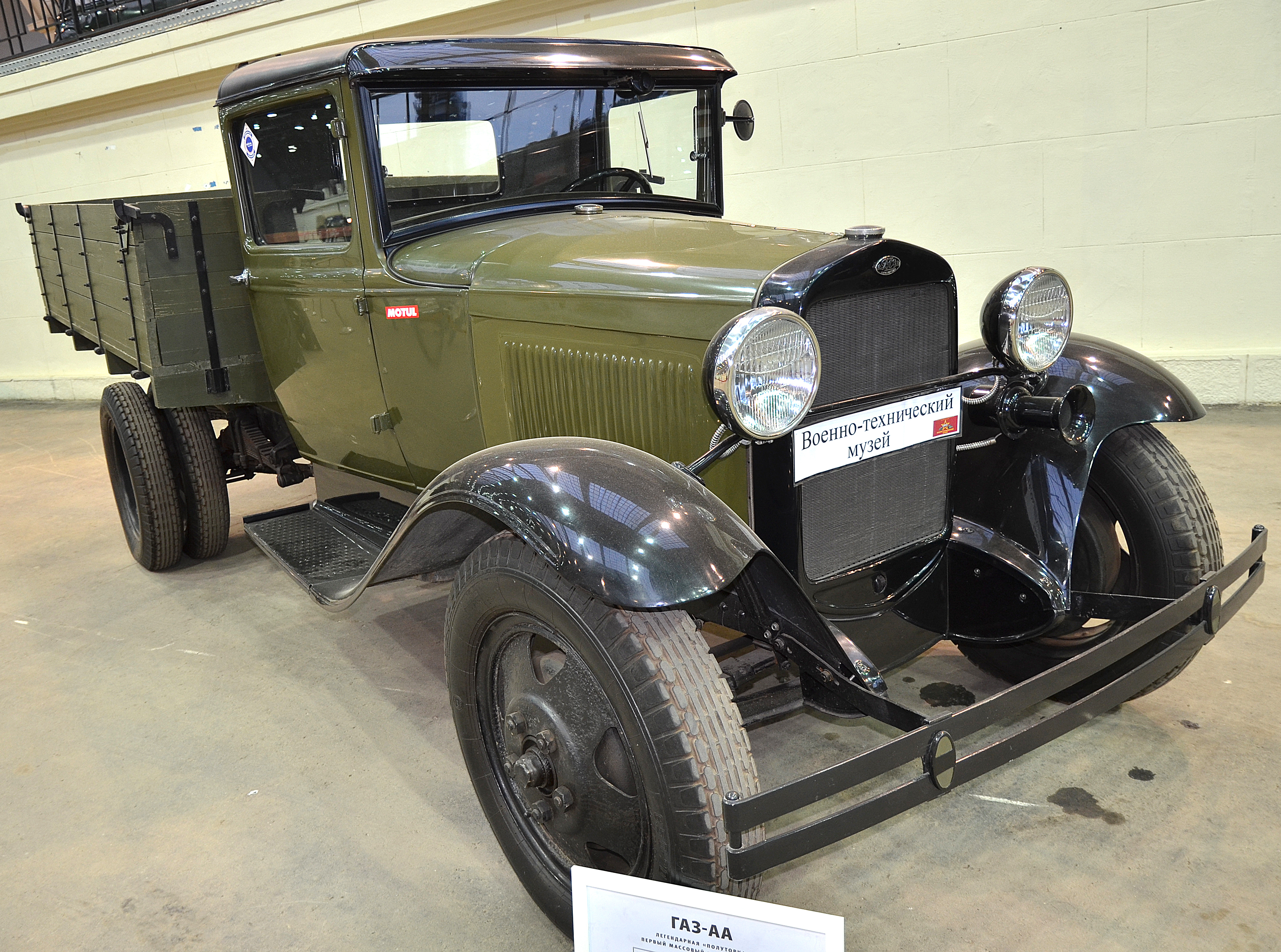
Ein GAZ-AA, die Pritschenversion des Modells, 2014

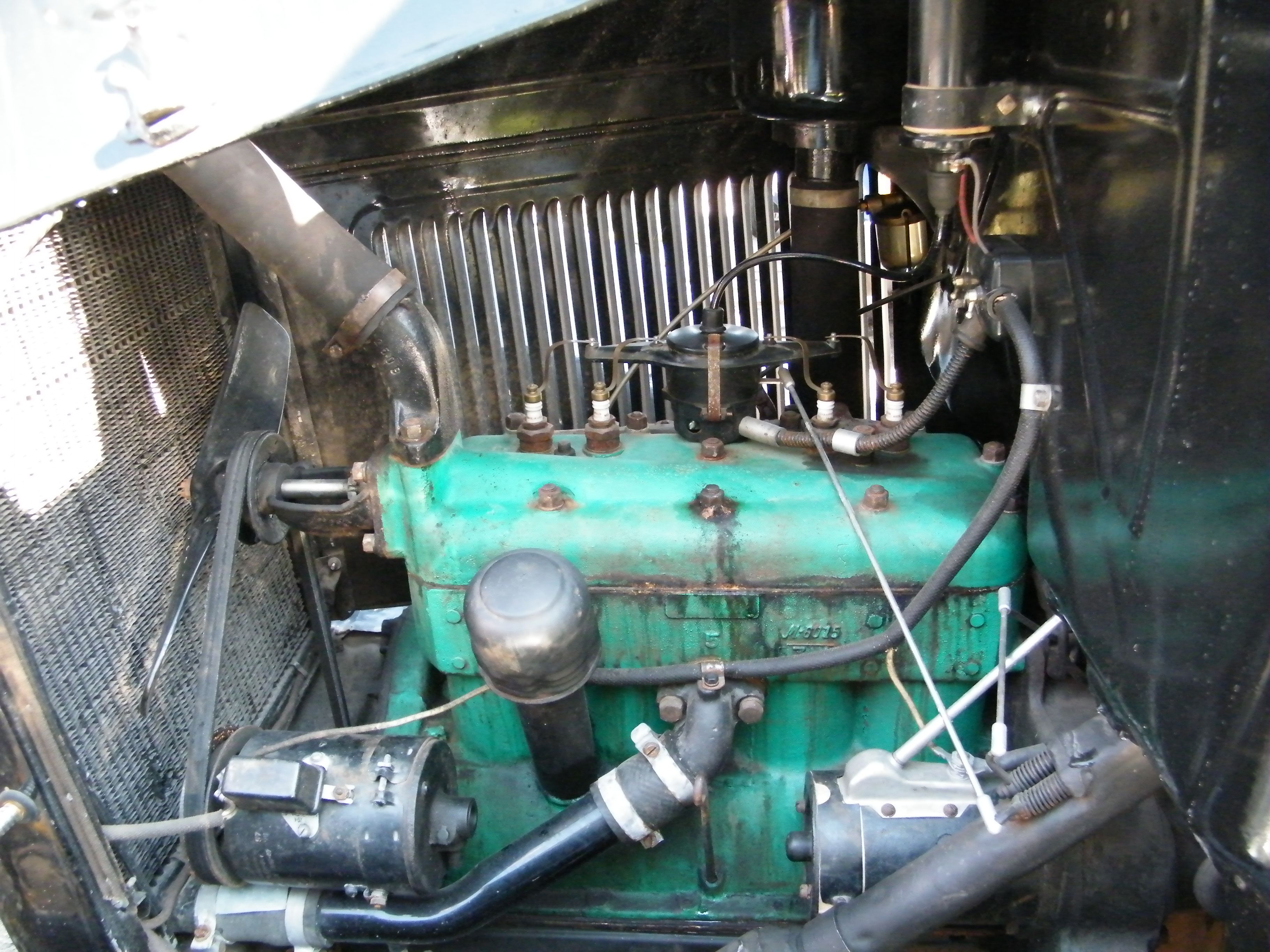
Der Motor eines GAZ-AA, welcher auch im GAZ-S1 verbaut war

Mitte der 1930er Jahre beschäftigte sich der Ingenieur M. Katkow damit, einen Lastwagenaufbau zu fertigen, der für den Transport von Schüttgut geeignet sein sollte. Auf Basis des Fahrgestells des Pritschenwagens GAZ-AA entstand so ein Prototyp eines Kippers, der Anfang 1935 fertiggestellt wurde. Er war für etwas über eine Tonne Nutzlast ausgelegt und die Mulde fasste 1,1 Kubikmeter Material. Noch im gleichen Jahr wurden im Stahlwerk „Ja. M. Swerdlow“ (benannt nach Jakow Michailowitsch Swerdlow) sechs weitere Lastwagen gebaut, die aufgrund des Namens Swerdlow das Kürzel S1 erhielten. GAZ fertigte nach wie vor die Fahrgestelle und die Fahrerkabinen, wodurch der Name des neuen Lkw, GAZ-S1, entstand.
Im folgenden Jahr wurde die Serienfertigung des GAZ-S1 begonnen. Das Stahlwerk fertigte auch jetzt noch die Aufbauten und die Kippmechanik, die Montage der Fahrzeuge fand jedoch bei GAZ selbst statt. Insbesondere für ihre Wendigkeit wurden die verhältnismäßig kleinen Lastwagen geschätzt. Die Fertigung hielt bis 1940 an.
Bereits 1936 hatte Katkow einen weiteren Kipper S2 mit zwei Tonnen Nutzlast projektiert, der jedoch nicht in Fertigung ging.
Bis 1940 gab es im Stahlwerk Swerdlow aktive Bemühungen, die Produktion in Zusammenarbeit mit GAZ zu steigern. Ab diesem Zeitpunkt jedoch übernahm GAZ selbst die Fertigung der Aufbauten. Der Name des Fahrzeugs wurde in GAZ-410 geändert, ungefähr zur gleichen Zeit wurden weitere Änderungen wirksam. Man baute den Kipper nun auf dem Fahrgestell des GAZ-MM auf, das kleinere Unterschiede zu dem des Vorgängers GAZ-AA aufwies. Weiterhin verbaute man nun den um 10 PS stärkeren Motor des GAZ-M1, der sich aber vom alten Modell nur durch die gesteigerte Leistung unterschied.
Bedingt durch den Zweiten Weltkrieg ging die Produktion der Fahrzeuge stark zurück. Zudem traten auch hier wie beim Standardmodell ab 1942 starke Vereinfachungen in Kraft. Türen wurden aus Holz gefertigt, das Dach nicht mehr fest, sondern als Plane ausgelegt. Der Scheinwerfer auf der Beifahrerseite wurde ganz eingespart und die Kotflügel stark vereinfacht. Diese Änderungen wurden auch nur bedingt nach dem Krieg rückgängig gemacht. Während des Krieges und noch bis 1948 war der Lastwagen der einzige Kipper, der in der Sowjetunion überhaupt hergestellt wurde. Erst 1948 wurde mit dem GAZ-93, der Kipperversion des GAZ-51, ein Nachfolger für den Lkw eingeführt. 1950 endete die Produktion, nach insgesamt 16.261 gebauten Exemplaren. Heute ist museal nur ein einziges Fahrzeug erhalten geblieben.

## Technische Daten
- Motor: Vierzylinder-Ottomotor
- Hubraum: 3,285 l
- Leistung: 29,5 kW (40 PS), später auf 37 kW (50 PS) gesteigert
- Tankinhalt: 40 l
- Getriebe: mechanisch, vier Vorwärtsgänge, ein Rückwärtsgang
- Sitzplätze: 2
- Antriebsformel: 4×2

Gewichte und Abmessungen
- Länge: 4670 mm
- Breite: 1960 mm
- Höhe: 1960 mm
- Radstand: 3400 mm
- Wendekreis: 15 bis 16 m
- Spurweite vorne: 1405 mm
- Spurweite hinten: 1420 mm
- Abstand zwischen Mulde und Kabine: 235 bis 240 mm
- Leergewicht: 1920 kg
- Leergewicht des Aufbaus: 525 kg
- Zuladung: 1200 bis 1300 kg
- Zulässiges Gesamtgewicht: etwa 3200 kg
- Ladevolumen: maximal 1,1 m³

## Produktionszahlen
Die nachfolgende Tabelle veranschaulicht die Produktion des GAZ-S1 / GAZ-410 nach Jahren.
| Baujahr | 1935 | 1936 | 1937 | 1938 | 1939 | 1940 | 1941 | 1942 | 1943 | 1944 | 1945 | 1946 | 1947 | 1948 | 1949 | 1950 |
| ------- | ---- | ---- | ---- | ---- | ---- | ---- | ---- | ---- | ---- | ---- | ---- | ---- | ---- | ---- | ---- | ---- |
| Anzahl  | 6    | 137  | 689  | 974  | 847  | 461  | 2026 | 291  | 393  | 452  | 730  | 1008 | 1565 | 2905 | 2702 | 1075 |

Summe = 16.261